# Möge die Straße uns zusammenführen
Möge die Straße uns zusammenführen ist ein deutschsprachiges geistliches Lied, das auf einem traditionellen irischen Reisesegen basiert. Es wurde 1988 von Markus Pytlik ins Deutsche übertragen und vertont.

## Herkunft
Die Textgrundlage des Liedes ist ein irischer Segensspruch, dessen bekannteste englischsprachige Version mit den Worten „May the road rise to meet you“ beginnt. Markus Pytlik übertrug diesen Segen 1988 in die deutsche Sprache und verfasste eine eigene Melodie. Das Lied gehört zur Gattung der Neuen Geistlichen Lieder.

## Inhalt
Der Text umfasst mehrere Strophen mit Segenswünschen für den weiteren Lebensweg. Im Zentrum stehen traditionelle Bitten um Schutz, göttliche Begleitung und eine sichere Reise. Die letzte Zeile jeder Strophe enthält die Formel: „Und bis wir uns wiedersehen, halte Gott dich fest in seiner Hand“, die den Reisesegen abschließt.

## Verwendung
Möge die Straße uns zusammenführen wird häufig bei kirchlichen Anlässen wie Taufen, Konfirmationen, Trauungen, Verabschiedungen und Beerdigungen gesungen. Es ist in mehreren kirchlichen Liederbüchern enthalten, darunter im Beiheft zum Evangelischen Gesangbuch (EGplus 37) sowie in verschiedenen katholischen Ergänzungsliederbüchern.